# Arrivillaga
Arrivillaga és un poblat del sud-oest de l'Uruguai, ubicat al departament de Colonia.

## Geografia
Arrivillaga es troba al sud de Colonia, al costat de Juan Lacaze. Té costes sobre el Riu de la Plata. El poble pertany al sector 14, una subdivisió judicial del departament. El rierol Sauce es troba a prop.

## Població
D'acord amb les dades del cens de 2004, Arrivillaga tenia 76 habitants.
| Any  | Població |
| ---- | -------- |
| 1985 | -        |
| 1996 | 51       |
| 2004 | 76       |
| 2012 | 112      |

Font: Institut Nacional d'Estadística de l'Uruguai